# 刘男

武德长公主（?—?），东汉第三任皇帝章帝刘炟的女儿，名刘男。她是刘炟的长女，建初四年（79年），汉章帝刘炟册封刘男为武德长公主，史书没有记载她的丈夫。